# Sabahattin Ali
Sabahattin Ali (Eğridere, 25 febbraio 1907 – Kırklareli, 2 aprile 1948) è stato uno scrittore, poeta, giornalista e docente turco.

## Biografia

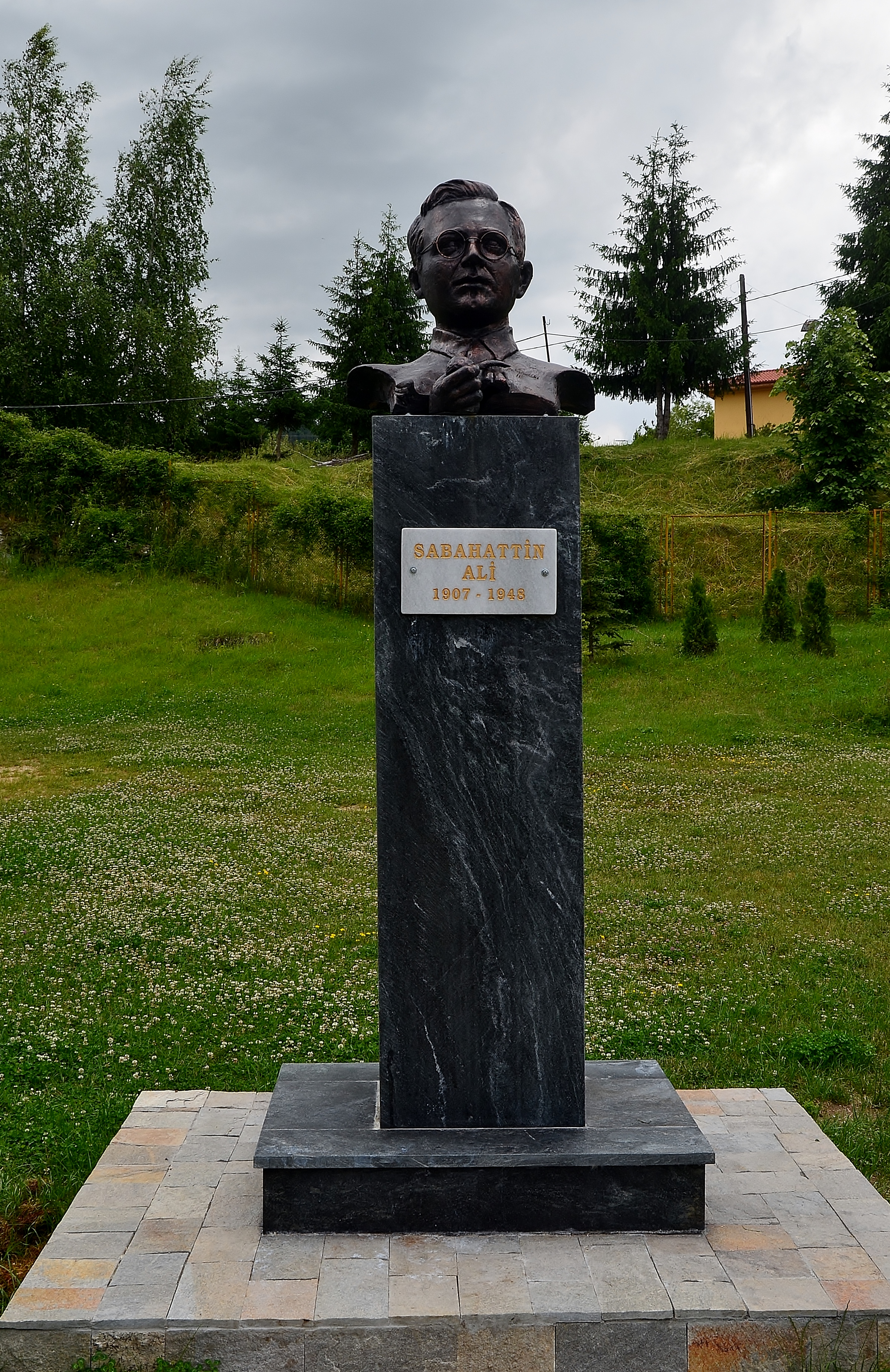
Busto di Sabahattin Ali, Ardino

Ali nacque 1907 a Eğridere (territorio ora in Bulgaria), cittadina del sangiaccato di Gümülcine, nell'allora Impero ottomano. Visse a Istanbul, Çanakkale e ad Edremit prima di iniziare gli studi superiori a Balıkesir. Si laureò a Istanbul nel 1926. In seguito insegnò a Yozgat per un anno, per poi vincere una borsa di studio del Ministero dell'Educazione che lo portò in Germania, ove rimase dal 1928 al 1930. Tornato in Turchia, egli insegnò lingua tedesca nelle scuole superiori di Aydin e Konya. 
Nel periodo d'insegnamento a Konya, fu arrestato per dei versi critici nei confronti di Atatürk e della sua politica. Scontò la pena nel carcere della fortezza di Sinop, venendo rilasciato nel 1933 grazie ad una amnistia per il decimo anniversario della nascita della Repubblica Turca. 
Ottenne il permesso di insegnare nuovamente con una richiesta al Ministero dell'Educazione Nazionale dopo aver provato la sua fedeltà ad Atatürk scrivendo il poema Benim Aşkım (Il mio amore o la mia passione) e fu assegnato alla divisione per le pubblicazioni del Ministero dell'Educazione Nazionale.
Ali si sposò il 16 maggio 1935 e svolse il servizio militare nel 1936. Fu imprigionato di nuovo e rilasciato nel 1944. Fondò insieme a Aziz Nesin, altro storico autore turco, il settimanale Marko Paşa.

### La morte
Dalla data del rilascio Ali ebbe problemi economici e gli venne revocato il passaporto.
Fu ucciso presso il confine con la Bulgaria tra l'1 e il 2 aprile 1948. Il corpo venne rinvenuto il 16 giugno.
Comunemente si crede che fu assassinato da Ali Ertekin, un trafficante legato al Servizio di Sicurezza Nazionale (Servizi segreti), che sarebbe stato pagato per fargli passare la frontiera. Una seconda ipotesi è quella di una morte durante un interrogatorio dei servizi di sicurezza dopo essere stato tradito da Ertekin.
Fu probabilmente ucciso a causa delle sue opinioni politiche. Comunque, si ritiene che sia stato ucciso per decisione del governo tramite i servizi di sicurezza.

## Opere
Racconti
- Değirmen (1935)
- Kağnı (1936)
- Ses (1937)
- Yeni Dünya (1943)
- Sırça Köşk (1947)

Teatro
- Esirler (1936)

Romanzi
- Kuyucaklı Yusuf (1937)
- İçimizdeki Şeytan (1940), Il demone in noi (traduzione e introduzione di Nicola Verderame, Carbonio 2024, collana "Origine")
- Kürk Mantolu Madonna (1943) (Madonna col cappotto di pelliccia)

Poesia
- Dağlar ve Rüzgâr (1934 - seconda edizione 1943).